# Shaman King
Autre
Shaman King (シャーマンキング, Shāman Kingu) est un shōnen manga écrit et dessiné par Hiroyuki Takei. Il est prépublié entre 1998 et 2004 dans l'hebdomadaire Weekly Shōnen Jump de l'éditeur Shūeisha et compilé initialement en un total de trente-deux tomes. La version française est publiée en intégralité par Kana.
Le manga est adapté en une série télévisée d'animation de soixante-quatre épisodes produite par Studio Xebec, réalisée par Seiji Mizushima et diffusée sur la chaîne japonaise TV Tokyo entre juillet 2001 et septembre 2002.
Un spin-off de cinq chapitres nommé Funbari no Uta, aussi basé sur Hana Asakura, est publié au Japon entre 2003 et 2004, inclus dans le tome 32 de l'édition américaine du manga. Des histoires courtes servant de préquelle à la série sont publiées entre novembre 2011 et octobre 2014 dans le magazine Jump Kai (ja), puis regroupées en deux volumes reliés sous le titre Shaman King: Zero. Une suite de Shaman King nommée Shaman King: Flowers est publiée entre avril 2012 et octobre 2014 dans le magazine Jump Kai de l'éditeur Shūeisha. On y suit l'histoire de Hana Asakura, fils de Yoh, 14 ans après la fin du Shaman Fight.
Fin 2017, Kōdansha rachète les droits de la série Shaman King et propose une nouvelle édition en 35 tomes du manga original et des séries dérivées. À l'occasion des 20 ans du manga, un nouvel arc intitulé The Super Star est prépublié entre mai 2018 et novembre 2024 dans le Shōnen Magazine Edge puis Magazine Pocket (en). Une nouvelle adaptation en anime de cinquante-deux épisodes par le studio Bridge est diffusée entre avril 2021 et avril 2022.

## Synopsis
Manta est un collégien très ordinaire. Un jour, traversant un cimetière pour gagner du temps, il rencontre Yoh, un shaman. Yoh peut voir les fantômes, et fusionner avec eux pour utiliser leurs compétences. Son rêve est de devenir Shaman King, le shaman possédant le fantôme ultime, le Great Spirit, la connaissance universelle. Mais la route est semée d'embûches, et de nombreux autres shamans ont le même objectif : gagner le Shaman Fight.

## Univers

### Vocabulaire du shaman
- Furyoku : Énergie servant au shaman à créer l'oversoul, souvent comparé à la puissance de l'âme.

- Great Spirit : « Esprit ultime » qui est un esprit universel au sein duquel toutes les âmes des défunts finissent leur voyage. On retrouve cette philosophie dans certaines religions d'Extrême-Orient, l'âme est unique mais l'esprit est commun, elle provient et retourne à cette même source. Il est la mémoire de la Terre et des étoiles avec lequel seul le shaman élu roi peut fusionner.

- Itako : Shaman japonais, une itako est en mesure de converser avec les fantômes présents dans l'au-delà et de les rappeler sur la Terre, habituellement, les itako sont aveugles. Anna, la fiancée de Yoh, est une itako.

- Over Soul : Métamorphose physique du fantôme à travers le furyoku du shaman. C'est une masse d'énergie dont l'expression est directement liée aux expériences de vie du fantôme et du shaman ainsi que de son imagination. Plus un oversoul est chargé en furyoku, plus il sera puissant. La forme de l'over soul peut évoluer ce qui permet d'obtenir différentes armes pour différents types de combats.

- Shaman : Personne reliant notre monde avec celui de l'au-delà.

- Shaman Fight : Grand tournoi de shamans ayant lieu tous les 500 ans, le vainqueur est nommé Shaman King et obtient le droit de fusionner avec le Great Spirit.

- Shaman King : Le shaman qui remporte le Shaman Fight, il reçoit le roi des esprits et devient alors tout puissant.

- Shikigami : Esprit de la terre qui s'enveloppe autour d'une feuille, d'une pierre ou de poussière et qui obéit aux ordres d'un shaman, cette technique est celle de l'Onmyôji. Il existe plusieurs sortes de Shikigamis, par exemple ceux utilisés par Yohmeï Asakura sont de petits diables tandis que ceux utilisés par Hao Asakura puis par Anna sont de véritables monstres.

- Onmyôji : Shaman japonais parmi les plus puissants, sa technique favorite consiste à invoquer des shikigamis, il peut aussi faire de la divination et maîtriser les éléments.

### Armes et objets
- La cloche de l'oracle : fournie par les Paches à tous les participants du Shaman Fight, elle leur transmet toutes les informations relatives aux combats. Elle possède plusieurs autres fonctions comme jouer, poser des questions et elle permet en outre de sonder la puissance du furyoku des participants. Elle fait partie de ces objets mystérieux dont la technologie est connue des Paches seuls.

- Le Harusame, pluie de printemps : Sabre qui appartenait autrefois à Amidamaru. Yoh l'utilise lors de ses combats entre shamans. Il fut brisé à plusieurs reprises puis réparé. Il fut forgé par Mosuke, le meilleur ami d'Amidamaru, qui sacrifia le couteau de son père pour fabriquer une arme de qualité symbolisant leur volonté de survivre.

- La Guan-Dao : Sert à Ren pour faire son premier oversoul, il l'utilise aussi en mode Hyoï fusion Et le donna à son fils Men par la suite qui provoqua Hana en duel

- Le Hôraiken : L'Épée de Tonnerre de la famille Tao transmise à Ren par son père (son oncle dans l'animé), il lui permet d'utiliser ses oversoul Bushin et Bushin-Yutsu.

- Le Snow-Bord : Planche appartenant à Horohoro et lui servant à faire son premier oversoul et l'oversoul Nipopo-Punch.

- L'Ikpasuï : Baton sculpté, objet de culte chez les Aïnous, servant à Horohoro à faire ses oversouls Kororo in Ikpasuï et Shimonmatak-Harakihoku, il est offert à Horohoro par Pirika sa sœur.

- Le sabre de bois Susanoru : Sabre de bois servant à Ryu pour faire ses oversouls Dragon de l'Enfer le Lézard rouge, Big Pouce, Ame no Mura Kumo, Yamata no Orochigo, Le Couteau à Sushi.

- Les 1080 perles : Collier très puissant contenant 1080 perles. Anna le possède à partir de l'arc Osorezan, chacune de ses perles représente l'une des âmes qui composaient le Oh-Oni (le grand Oni) qu'elle avait involontairement invoqué et qui fut vaincu par Yoh et Matamune, il lui permet d'utiliser les sorts et technique de l'itako de manière plus puissante et d'accéder à une force incroyable.

- Le Golem : Machine ancienne qui a été réparée par le père de Seyrarm et Ludoseb (renommé Reoseb dans la version française). Ils le récupèrent à la mort de celui-ci. Le Golem est hanté par le fantôme de leur défunte mère et est piloté par le fantôme de leur défunt père qui utilise Seyrarm pour utiliser le Golem. Il fut détruit par Hao Asakura.

- Le Futsu no Mitama no Tsurugi : vieille épée en pierre qui aurait appartenu à un ancien dieu que Yoh utilise afin de faire un double transfert d'over soul (double medium dans l'anime) : Amidamaru fusionne dans le Harusame et dans le sabre Futsu no Mitama Tsurugi. C'est une relique historique très précieuse appartenant aux Asakura.

## Personnages
- Si vous ne connaissez pas le sujet, laissez ce bandeau (vous pouvez alors contacter les auteurs).
- Si vous supprimez le contenu mis en cause (vous pouvez préalablement contacter les auteurs),

argumentez précisément cette suppression dans la page de discussion
(un manque de référence n'est pas un argument ; une recherche réelle de référence doit avoir été effectuée, être formellement documentée).
Yoh Asakura
Héros du manga, Yoh est un shaman très doué qui appartient à la prestigieuse famille de shamans Asakura. C'est un garçon de 14 ans qui se distingue par son caractère paresseux et excessivement détendu : il préfère une bonne sieste à un entraînement et ne semble pas s'inquiéter de grand-chose. Pour cette raison, ses adversaires le considèrent comme « mou » et incapable. Il est fiancé depuis sa plus tendre enfance à Anna Kyoyama, qui est également son entraîneur. Son fantôme gardien est un samouraï qui a vécu il y a 600 ans, Amidamaru. Yoh est un être très chaleureux et confiant et pardonne facilement à ceux qui l'ont blessé, parfois même un peu trop facilement selon ses amis.
Manta Oyamada
Manta est un jeune garçon très intelligent qui se caractérise par sa très petite taille ; il est souvent l'objet de moqueries à ce sujet. Bien qu'il ne soit pas shaman, il est capable de voir les esprits. Il est le premier véritable ami de Yoh et est prêt à le suivre jusqu'au bout du monde ; d'ailleurs il est toujours à ses côtés durant le Shaman Fight. Il transporte en permanence une encyclopédie et semble savoir tout sur tout. De plus, il est le successeur de la grande entreprise la « Oyamada Compagnie ».
Anna Kyoyama
Anna est la fiancée de Yoh et son entraîneur. Au premier abord, elle apparaît comme une belle jeune fille violente et impitoyable, même terrifiante : elle mène l'entourage de Yoh à la baguette et lui fait subir à lui un entraînement infernal. Personne n'ose jamais lui répliquer - excepté Hao. Elle ne semble pas éprouver des sentiments pour Yoh, mais ce n'est qu'une façade : en réalité, elle l'aime profondément et a aveuglément confiance en lui. Ces sentiments sont réciproques. C'est une Itako extrêmement puissante qui porte constamment sur elle un chapelet pour communiquer avec le monde des esprits. On découvre plus tard dans le manga qu'elle détenait le pouvoir de lire dans les pensées ; elle a développé pendant sa longue solitude.
Tao Ren
Ren est un shaman chinois issu d'une famille autrefois très puissante, mais aujourd'hui sur le déclin. Il souhaite devenir Shaman King pour lui rendre sa gloire ancienne. Son fantôme gardien est un guerrier chinois (ancien capitaine de la cavalerie des Tao), Bason. Violent, fataliste et méprisant, Ren s'attaque à Yoh parce qu'il ne mérite pas, selon lui, de participer au Shaman Fight tant il est mou. Mais il s'avère que Ren est au fond un garçon fragile, terriblement seul, qui a subi toute son enfance la domination de son père (son oncle dans l'animé) et ne sait s'exprimer que par la destruction. Yoh le comprendra et réussira à le convaincre de devenir son ami. Il a l'air de beaucoup aimer sa grande sœur Yun et rougit à chaque fois qu'elle lui sourit ou qu'il pense à elle. Ren ne supporte pas que l'on considère Yoh plus fort que lui, aussi le défiera-t-il assez souvent. Il a beaucoup de succès auprès des jeunes filles, fait dont Horohoro, Ryû et Yoh se moqueront assez souvent.
Durant le Shaman Fight il affronte Yoh lors du dernier duel des éliminatoires. Il forme ensuite l'équipe "The Ren" avec Horohoro et Chocolove.
Hao Asakura
Hao (ou Zeke, dans l'animé) est le frère jumeau de Yoh, c'est aussi son ancêtre. C'est un shaman très puissant qui a plus de un million de points de furyoku. Il souhaite que son frère le rejoigne (le considérant comme sa moitié) pour capturer le Great Spirit et créer le Shaman Kingdom, un monde où il n'y aurait que des shamans très puissants et où il n'y aurait aucun humain. Hao est un Onmyoji, l'une des classes de shamans les plus puissants, maîtrisant les cinq éléments et capable de manipuler sa propre vie, ce qui lui permet de renaître pour chaque Shaman Fight après de longs entraînements en Enfer.
Son fantôme est le Spirit of Fire et c'est le principal antagoniste du manga. Sa véritable identité n'est dévoilée que progressivement. Avec les sbires qu'il a réunis autour de lui ils forment l'un des groupes les plus importants du tournoi et Hao est perçu comme le "favori" pour le titre de Roi.
Son enfance est détaillée dans le Oneshot Mappa Douji paru en bonus dans l'édition KanZenBan et dans les 6e et 7e chapitres de Shaman King Zéro.
Horohoro
Horohoro est un shaman issu de la tribu des Aïnous d'Hokkaïdo. Il est accompagné de son fantôme Kororo, un esprit de la nature du peuple des Koropockls qui s'avéra plus tard être son amie d'enfance qui il avait tuée auparavant.Il se bat pour son rêve : offrir un vaste champ de Fuki aux Koropockls qui ne peuvent survivre sans ces plantes géantes menacées de disparition. Il est exubérant, volontaire, maladroit et très sûr de lui en apparence. Sa sœur Pirika le suit partout et l'aide à ne pas perdre de vu son objectif. Il est le premier adversaire de Yoh lors du Shaman Fight et deviendra l'un de ses plus proches amis.
Son enfance est détaillé dans le troisième chapitre de Shaman King Zéro.
McDanel Chocolove
C'est le dernier héros à faire son apparition dans le manga. Ce personnage afro-américain venu de New-York rêve de sauver le monde par le rire, ce qui laisse ses amis perplexes compte tenu de son humour qui tombe souvent à plat (notez que la traduction française ne rend pas honneur aux jeux de mots et calembours de la version originale). Son passé trouble le rattrapera lors du Shaman Fight mais l'aidera à gagner plus de puissance encore. Son fantôme est Myck, un jaguar, avec lequel il fusionne. Puis il se liera à Pascal Avaf, le fantôme d'un aztèque ayant participé au précédent Shaman Fight et perdu contre la première réincarnation d'Hao.
Lyserg Diethel 
D'origine anglaise, il est orphelin depuis que Hao a tué ses parents après que ces derniers aient refusé de le rejoindre. Son passé tragique le tourmente et son but est de se venger de Hao, de l'empêcher de nuire et de devenir un détective aussi doué que son père. Il commence par rejoindre Yoh et ses amis mais l'attitude de ce dernier, qu'il juge trop permissive, surtout face à Hao et ses sbires, le poussera à rejoindre le groupe des X-laws. Son fantôme est Morphine, l'esprit des graines de pavots, auquel s'ajoutera l'ange Zelel. Il s'interroge beaucoup sur le sens de la justice et ses confrontations à Yoh remettent en question ses certitudes.
Ryunosuke Umemiya
Alias Bokuto No Ryu (Ryu au sabre de bois), d'abord chef du Gang de la colline de Fumbari qui terrorise les environs. Il finit par s'éveiller aux esprits en étant possédé par Tokageroh, fantôme d'un brigand vieux de 600 ans et ennemi d'Amidamaru. Après un entraînement obtenu de haute lutte auprès du grand-père de Yoh, il devient shaman et participe au tournoi dans le but de trouver son Best Place. Il fait partie de l'équipe "Fumbari Onsen" avec Yoh et Faust. Doué d'une très grande loyauté envers ses amis, il est également d'une profonde bienveillance teintée d'une agressivité maladroite. Sa coupe de cheveux banane, qu'il perd à de nombreuses reprises, est sa grande fierté. Charmeur il n'est pourtant pas très adroit avec les filles et à même tendance à les terroriser. Son fantôme est Tokageroh, à qui il tend la main quand ce dernier se retrouve sans but et sans attache, et le Yamata No Orochi, hydre à 8 têtes.
Tao Jun
Elle est une Dàoshì de la famille chinoise Tao et la sœur aînée de Tao Ren. Quelque temps après le tournoi des chamans en 2000, elle a été nommée vice-présidente de la société de son frère, le groupe Leidi. C'est une jeune femme grande et élancée qui a de longs cheveux vert sauge. Elle porte constamment un cheongsam décoré d'un dragon doré et d'un panda avec une fente haute et une jarretière qui tient ses talismans Fulu sur sa jambe gauche. Elle est également considérée comme plutôt attrayante. Comme Ren, elle pensait un jour que son Jiang Shi n'était qu'un outil à utiliser pour l'ambition de la famille. Cependant, après avoir affronté Yoh, elle a rapidement changé d'avis. Jun a appris à son père que son devoir le plus important était de prendre soin de la famille Tao. Ainsi, elle croit fortement aux capacités de Ren et fera presque tout pour faire de lui le Shaman King. Elle est également très confiante en elle-même et en son Jiang Shi Lee Pyron, disant qu'en tant que maître de Kung-Fu, il serait plus puissant qu'Amidamaru qui n'était qu'un simple samouraï. En tant que Dàoshì, elle peut contrôler les cadavres avec ses Jufu Talismans, qu'elle écrit avec son propre sang et utilise pour donner des ordres aux cadavres. Elle a également une connaissance de l'anatomie humaine qui à son tour lui permet de recoudre Pyron chaque fois qu'il est coupé en morceaux, elle devient également l'apprentie de Sati Saigan et apprend plus tard comment ressusciter les gens. Son fantôme gardien est Lee Pyron, un Jiang Shi. Il était autrefois un acteur de cinéma célèbre et également un maître de Kung-Fu. Il a ensuite été assassiné par la famille Tao et son cadavre a été volé lors de ses propres funérailles. Au début, il n'était qu'un esprit lié à son propre cadavre et contrôlé par le talisman de Jun, mais plus tard, il a retrouvé sa propre volonté et s'est battu pour Jun sans utiliser le talisman et permettant ainsi à tous les deux d'affiner leur pouvoir.

## Manga

### Édition Shūeisha
Shaman King est scénarisé et dessiné par Hiroyuki Takei. La série début sa prépublication dans le Weekly Shōnen Jump de l'éditeur Shūeisha le 30 juin 1998 et s'interrompt soudainement avec une fin improvisée, le 30 août 2004. Les 275 premiers chapitres sont publiés en un total de 31 volumes reliés sortis entre le 3 décembre 1998 et le 4 octobre 2004,. La sortie du volume 32, prévue pour le 3 décembre 2004, est repoussée et Shūeisha annonce ne le publier que s'ils en reçoivent la demande de la part d'environ 50 000 personnes. Les dix derniers chapitres sortent sous format tankōbon le 5 janvier 2005. Une série dérivée d'une durée de cinq chapitres prenant place sept ans après la série principale, Funbari Poem (ふんばりの詩, Funbari no Uta), est incluse dans le tome 32.
L'auteur, Hiroyuki Takei, déclare que la série n'a pas été annulée en raison de sa baisse de rentabilité mais à cause d'une « fatigue » personnelle qui ne lui permettait plus de répondre aux souhaits de ses fans, qui avaient mené à l'introduction d'éléments shōnen dans la série et lui avait fait perdre son originalité. En 2007, il annonce prévoir publier la fin originellement prévue dans un autre magazine Shūeisha à la fin de l'année ou début 2008,. La série est rééditée en format kanzenban sous le titre Shaman King Kanzen-Ban (ou « Perfect Edition ») en un total de 27 volumes sortis entre le 4 mars 2008 et le 3 avril 2009, et se concluant avec la « véritable fin ». La nouvelle fin est également publiée sur le site internet officiel de la nouvelle édition.
La version française est publiée par Kana en un total de 32 volumes sortis entre le 1er avril 2000 et le 16 juin 2006. À l'occasion du 20e anniversaire de la série, Kana annonce en octobre 2019 une réédition en volumes doubles dans sa collection « Star Edition », avec le 17e et dernier tome en volume triple comprenant la nouvelle fin,. Les tomes 1 et 17 sortent conjointement le 17 janvier 2020,.
Viz Media obtient les droits de la série en version anglaise pour l'Amérique du Nord, commençant la prépublication des chapitres dans son magazineShonen Jump en 2003 et la stoppant dans le numéro d'août 2007, Viz Media annonçant mettre fin à la prépublication afin d'accélérer la sortie en volume reliés,,, les 32 volumes sortant entre fin 2003,, et le 4 janvier 2011. Madman Entertainment obtient les droits de la série pour l'Australasie, avec 32 volumes sortis entre le 10 février 2009 et le 1er septembre 2011,. La série est également publiée au Brésil par Editora JBC (en), en Allemagne par Carlsen Comics, en Italie par Star Comics, en Norvège par Schibsted Forlagene, en Russie par Comix-ART (en), à Singapour par Chuang Yi, en Espagne par Editores de Tebeos, en Suède par Bonnierförlagen et au Vietnam par Kim Đồng Publishing House (en).

### Édition Kōdansha
En décembre 2017, Kōdansha annonce avoir acquis les droits de Shaman King de la part de Shūeisha au Japon et Viz Media en Amérique du Nord,. Un site internet ouvre le 1er janvier 2018, annonçant le 20e anniversaire de la série et la réédition sous format e-book avec de nouvelles illustrations de couverture des 35 volumes, sortis entre le 27 avril 2018 et le 1er octobre 2018. Kōdansha annonce ensuite une réédition physique de la série basée sur cette version numérique avec une sortie de plusieurs tomes tous les mois : les tomes 1 à 5 sortent le 17 juin 2020, les tomes 6 à 8 sortent le 17 juillet 2020, les tomes 9 à 11 sortant le 17 août 2020, les tomes 12 à 14 sortent le 17 septembre 2020, les tomes 15 à 17 sortent le 16 octobre 2020, les tomes 18 à 20 sortent le 17 novembre 2020, les tomes 21 à 23 sortent le 17 décembre 2020, les tomes 24 à 26 sortent le 15 janvier 2021, les tomes 27 à 29 sortent le 17 février 2021, les tomes 30 à 32 le 17 mars 2021, les tomes 33 et 34 le 15 avril 2021 et le tome 35 le 15 octobre 2021.
ComiXology et Kōdansha USA annoncent la publication des 35 volumes de la nouvelle édition sous format numérique à partir de juillet 2020, finalement repoussée au mois d'octobre de la même année,. Kodansha USA annonce également la sortie physique de la série en onze volumes triples entre 2020 et 2021.

## Série télévisée d'animation

### Première série (2001)
Shaman King est adapté en une série télévisée d'animation de 64 épisodes diffusés sur TV Tokyo entre le 4 juillet 2001 et le 25 septembre 2002. La série est réalisée par Seiji Mizushima et co-produite par TV Tokyo, Nihon Ad Systems (en) et Xebec. Le character design est de Akio Takami, la direction d'animation de Michinori Chiba et la musique composée par Toshiyuki Ōmori[réf. nécessaire]. L'auteur du manga, Hiroyuki Takei, participe aux débuts de la conception de la série mais doit se retirer de l'équipe en raison du temps nécessaire à la réalisation du manga. En septembre 2020, Mizushima déclare que la seconde partie de l'anime n'a pas été réalisée selon sa vision mais suivant les directives de l'éditeur Shūeisha.
4Kids Entertainment obtient les droits de la série pour les États-Unis et la diffuse sur FoxBox à partir du 6 septembre 2003. La version occidentale de l'anime est modifiée par 4kids et comporte notamment des changements de dialogues, des modifications de la bande-son originale et des retouches d'images.
En juin 2020, il est annoncé que la série sera diffusée en streaming sur Full Anime TV et Bonbon TV services au Japon,.

#### Doublage
| Personnages                         | Voix japonaises    | Voix françaises     |
| ----------------------------------- | ------------------ | ------------------- |
| Yoh Asakura                         | Yuuko Satou        | Taric Mehani        |
| Manta Oyamada                       | Inuko Inuyama      | Nathalie Homs       |
| Amidamaru                           | Katsuyuki Konishi  | Frantz Confiac      |
| Anna Kyoyama                        | Megumi Hayashibara | Nathalie Bienaimé   |
| Rio (Ryunosuke "Ryū" Umemiya en VO) | Masahiko Tanaka    | Vincent Violette    |
| Tao Len (Tao Ren en VO)             | Romi Paku          | Olivier Korol       |
| Tao Jun                             | Michiko Neya       | Géraldine Adams     |
| Horohoro                            | Yuji Ueda          | Benjamin Pascal     |
| Zeke Asakura (Hao Asakura en VO)    | Minami Takayama    | Taric Mehani        |
| Joco (McDanel Chocolove en VO)      | Motoko Kumai       | Martial Le Minoux   |
| Lyserg Diethel                      | Yoko Soumi         | Yann Pichon         |
| Faust VIII                          | Takehito Koyasu    | Stéphane Ronchewski |
| Tamara (Tamao Tamamura en VO)       | Nana Mizuki        | Adeline Moreau      |
| Silva                               | Hikaru Midorikawa  | Patrick Béthune     |
| Iron Maiden Jeanne                  | Yui Horie          | Susan Sindberg      |
| Marco Lasso                         | Akimitsu Takase    | Thierry Kazazian    |
| Tokageroh                           | Wataru Takagi      | Éric Etcheverry     |
| Bason                               | Shinpachi Tsuji    | Frédéric Popovic    |
| Lee Pai Long (Lee Pyron en VO)      | Nobutoshi Hayashi  | Martial Le Minoux   |

### Deuxième série (2021)

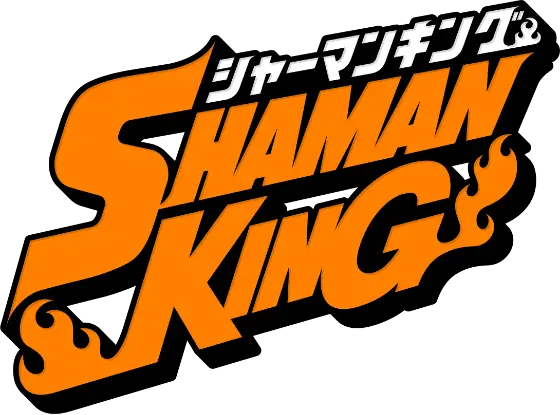
Logo original de lanime de 2021.

Lors de l'Otakon 2015, Masao Maruyama, l'ancien président de Madhouse, devenu président de MAPPA, exprime son souhait de travailler sur un reboot de la série animée. En février 2017, l'auteur du manga, Hiroyuki Takei, révèle sur son compte Twitter avoir reçu une offre pour un reboot de l'anime mais l'avoir refusée pour la raison que cette nouvelle adaptation n'utiliserait pas le doublage et la musique de la série originale.
En juin 2020, une nouvelle adaptation animée est annoncée, couvrant les 35 volumes de la nouvelle édition intégrale du manga,. L'anime est produit par le studio Bridge, réalisé par Joji Furuta assisté à la composition de la série par Shōji Yonemura, le character design est effectué par Satohiko Sano et la musique composée par Yuki Hayashi.
Yōko Hikasa interpréte le rôle de Yoh Asakura et la série comprend plusieurs des doubleurs de l'anime de 2001, dont Megumi Hayashibara dans le rôle d'Anna Kyōyama Katsuyuki Konishi dans celui d'Amidamaru, Minami Takayama dans celui d'Hao Asakura,, Inuko Inuyama dans celui de Manta Oyamada, Romi Park dans celui de Tao Ren, Masahiko Tanaka (en) dans celui de Ryunosuke Umemiya, Yūji Ueda dans celui d'Horohoro Wataru Takagi dans celui de Tokagerō, Yoko Soumi (en) dans celui de Lyserg Diethel, Michiko Neya dans celui de Tao Jun, Motoko Kumai (en) dans celui de Joco (Chocolove) McDonnell, Nana Mizuki dans celui de Tamamura Tamao, Takehito Koyasu dans celui de Faust VIII et Yui Horie dans celui de Jeanne Tao.
La version française conserve la plupart des comédiens ayant travaillé sur le premier anime, tels que Taric Mehani qui avait le rôle de Yoh et celui de Hao, Nathalie Homs celui de Manta, Frantz Confiac celui d'Amidamaru, Nathalie Bienaimé celui d'Anna, Olivier Korol celui de Ren et Benjamin Pascal avec celui d'Horohoro. Cependant, Vincent Violette, qui prêtait sa voix au personnage de Ryu, œuvre désormais sur En Tao, tandis qu'Adrien Antoine reprend le rôle de Ryu. Patrick Béthune, décédé en 2017, est remplacé par Martial Le Minoux sur Silva. Gilbert Lévy et Cyrille Artaux sont absents du casting, de même que Yann Pichon, remplacé par Paolo Domingo pour le rôle de Lyserg,.
Comme pour l'anime de 2001, Megumi Hayashibara interprète les génériques d'ouverture et de fin de la série de 2021,, respectivement intitulés Soul salvation et #Boku no Yubisaki (
1. ボクノユビサキ?)[66]. Le second générique d'ouverture est Get up! Shout! de Nana Mizuki et le second générique de fin Adieu de Yui Horie[70],[71]. Le troisième générique de fin est Hazuki de saji[72]. Le quatrième générique de fin est Courage Soul de Yōko Hikasa[73]. Le premier générique d'ouverture de la série d'animation de 2001, Over Soul, interprétée par Hayashibara, est inséré dans le cinquième épisode[74]. Le générique de fin de l'épisode 33 est Osorezan Revoir, également interprété par Hayashibara[75].

La diffusion des 52 épisodes débute le 1er avril 2021 sur TV Tokyo, puis sur TV Osaka, TV Aichi, TV Setouchi (en), Television Hokkaido (en), TVQ Kyushu Broadcasting (en) et BS TV Tokyo et se termine le 21 avril 2022. Netflix obtient les droits de streaming internationaux et annonce une diffusion à partir de 2021 ; les 13 premiers épisodes sortent sur la plateforme le 9 août 2021, suivis de 13 épisodes le 9 décembre 2021, 12 épisodes le 13 janvier 2022 et les 14 derniers épisodes le 26 mai 2022.
Une suite est annoncée le 21 avril 2022, lors de la diffusion du dernier épisode,.

## Produits dérivés

### Publications
- Light novels

Une série de light novels écrit par Hideki Mitsui et illustré par Hiroyuki Takei, est sorti au Japon :
Le premier,  (ISBN 4-08-703108-X), est sorti le 21 décembre 2001 ;
Le second,  (ISBN 4-08-703116-0), est sorti le 23 août 2002.
- Character Book

Un Character Book est sorti le 4 juin 2002 au Japon.
- Fan Book

Un Fan Book est sorti le 30 avril 2004 au Japon.
- Guide Book

Un Guide Book intitulé Shaman King Mentalite (シャーマンキング完全版　最終公式ガイドブック　マンタリテ) est sorti le 4 juin 2009 au Japon.

### Shaman King Zero
Plusieurs histoires courtes situées chronologiquement avant le début de Shaman King sont publiées entre novembre 2011 et octobre 2014 dans le magazine Jump Kai, avant d'être compilées en deux volumes sortis sous le nom de Shaman King Zero (シャーマンキング0─zero─) le 10 mai 2012 et le 19 janvier 2015, respectivement. Chaque chapitre s'attarde sur le passé de différents personnages principaux, comme Yoh, Ren, Horohoro, Lyserg et Hao lorsqu'il réunit ses sbires.

### Shaman King Flowers
La suite de Shaman King, nommée Shaman King Flowers (シャーマンキングFLOWERS), toujours écrite et dessinée par Hiroyuki Takei, est prépubliée entre avril 2012 et octobre 2014 dans le magazine Jump Kai (ja),. Le premier volume est sorti le 10 août 2012 au Japon, et six tomes sont publiés. La version française est publiée par Kana depuis mars 2020.
Le personnage principal de cette nouvelle série est Hana Asakura, fils de Yoh Asakura, héros de la première série. Le Shaman Fight est terminé depuis 14 ans, le Shaman King a été désigné et les shamans de cette nouvelle génération, héritiers des pouvoirs obtenus et développés lors du précédent tournoi, ne semblent voués qu'à préparer le prochain affrontement qui aura lieu dans 500 ans. C'était sans compter le Flower of Maize, tournoi qui oppose les représentants de chacun des sept précédents Shaman King et de l'actuel, confrontation qui n'a lieu qu'en cas de désaccord entre les 8 Dieux (qui forment le G8) à propos du Shaman King nouvellement élu. Chaque Dieu choisi ses représentants shamans sur Terre qui devront se battre en son nom afin de désigner le vainqueur et obtenir de leur Dieu la réalisation d'un miracle. Les équipes se forment alors que les attaques débutent avant-même le lancement officiel du tournoi qui s'annonce d'ores et déjà plus impitoyable que le très réglementé Shaman Fight.

#### Personnages
Hana Asakura (麻倉花, Asakura Hana)
Fils de Yoh et de Anna, héritier de la prestigieuse famille Asakura. Il est élevé par Ryunosuke Umemiya (alias Ryu) et Tamao Tamamura qui gèrent ensemble Le Fumbari Onsen alors que ses parents parcourent le monde dans l'espoir de trouver une solution qui permettra à tous les humains de vivre en paix afin de respecter la promesse faite à Hao en échange de la sauvegarde de l'humanité. Possédant des capacités incroyables pour son âge il se sent bridé par l'absence d'objectif qui mine sa vie et son humeur. Il vit dans l'ombre de son incroyable père qu'il rêve de pouvoir vaincre un jour. Il maîtrise l'Over Soul depuis son plus jeune âge et est accompagné d'Amidamaru, le fantôme qui a accompagné Yoh lors du périlleux Shaman Fight. Il possède également le sabre Futsu no Mitama, véritable relique antique, qu'il garde toujours sur lui. Il a été désigné comme leader de la Team Hao par son oncle pour le Flower of Maize et est pris pour cible par les autres concurrents. Il tient beaucoup de sa mère à qui il doit son apparence physique, son caractère, son "coup gauche" et d'autres habilités particulières.
Yohane Asakura (麻倉 葉羽, Asakura Yōhane)
Descendant direct de Hao Asakura et membre héritier de la branche parallèle de la famille Asakura qui est toujours restée fidèle à son terrible fondateur et qui fait son apparition dans Shaman King Flowers. Pas très fort et totalement novice en ce qui concerne le monde, ayant toujours vécu reclus pour son entraînement, il est le premier véritable adversaire d'Hana, son premier ami aussi. Il fait son apparition en affirmant sa volonté : tuer les Asakura issu de la famille principale afin de devenir le véritable héritier Asakura. Il a grandi aux côtés de sa sœur, Luka, et de son père, Yohkyo. Son fantôme est Daikyoh Oboro, un samouraï qu'il matérialise dans son parapluie.
Alumi Niumbirch (アルミ・ニウムバーチ, Arumi Niumbaachi) / Anna III (三代目イタコのアンナ, Sandaime Itako no Anna)
Fille du Pache Silva, l'un des dix organisateurs officiels du Shaman Fight, et fiancée d'Hana. Elle est une descendante de la tribu Pach, chargée d'organiser le Shaman Fight et de servir le Shaman King depuis la nuit des temps, et une redoutable shaman itako formée par Anna I (que l'on retrouve dans le one-shot Itako no Anna publié dans la série Butsu Zone) et Anna II (mère d'Hana et personnage de la série Shaman King). Elle est accompagnée des esprits du coyote, de la tortue, du serpent, du bison et de l'aigle de son père et utilise les grains de café spéciaux des Paches comme munitions anti-démon. Elle est la manager de la Team Hao.
Men Tao (道黽, Dào Mǐn)
Héritier de la famille Tao, fils de l'un des 5 soldats légendaires du Shaman Fight Ren Tao et de l'Iron Maiden Jeanne. Il fait une première apparition dans le dernier tome et dans le OneShot L'époque Hana, un monde tordu. Il est l'un des capitaines de la Team Hao. Il souhaite remporter la victoire afin de protéger ses parents. D'un caractère très complexe il mêle la douceur et la tendance au sacrifice de sa mère et l'agressivité de son père. Il est accompagné du fantôme Bason, guerrier chinois qui accompagnait Ren Tao lors du Shaman Fight, et du fantôme Shamash, dieu de la justice, qui appartenait à Jeanne.
Gakko Ibuki (伊吹 ガッコ, Ibuki Gakko)
Capitaine de la division anti-onis de la Team Hao, son fantôme est Namaha et son rêve est de devenir l'homme le plus fort du monde. Il a obtenu de Hao la puissance pour vaincre les démons.
Yosuke Kamogawa (鴨川 羊介, Kamogawa Yōsuke)
Il fait une première apparition dans le one-shot Yahabe (one-shot également accompagné d'un OAV) paru en 2012. Toujours accompagné de Yabisu, une étrange pyramide à mi-chemin entre une machine et un fantôme qui lui permet d'acheter des cartes lui concédant des pouvoirs défiant ceux des Dieux. Il est le leader de la principale équipe ennemie à celle d'Hao, représentant Fura Yabisu, le précédent Shaman King, bien décidé à conserver sa mainmise sur le monde et sur le système capitaliste qu'il a mis en place.
Sakurai (櫻井)
Sous-lieutenant de la division navale aérienne de l'armée japonaise, pilote d'un chasseur Zéro, mort lors de la seconde guerre mondiale. Hana le rencontre en Enfer et Hao semble décidé à faire de cet homme, mort au combat et au caractère bien trempé, le nouveau fantôme gardien de son neveu. Il fait une première apparition dans le one-shot Death Zero.

#### Anime

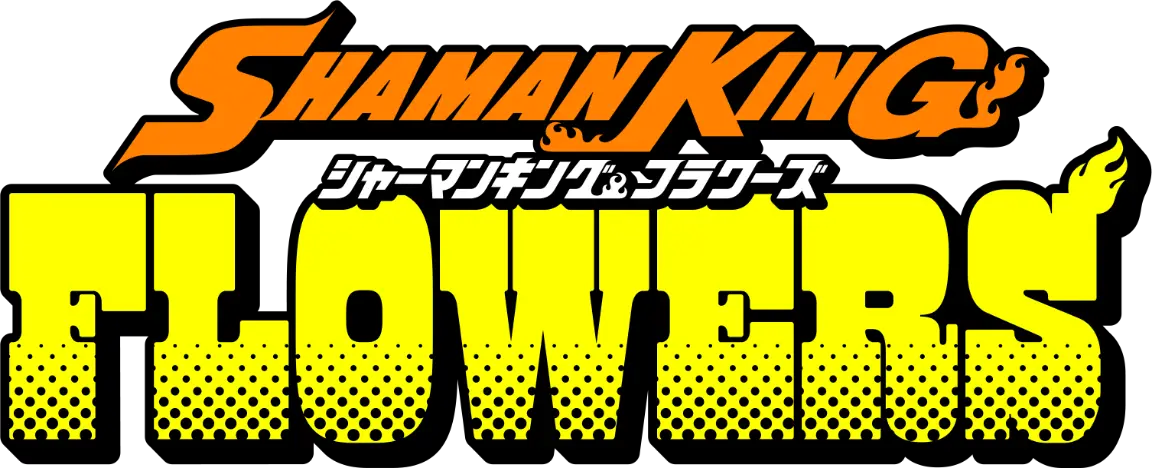
Logo original de la suite de lanime de 2021.

### Shaman King: The Super Star
Shaman King: The Super Star est un manga de Hiroyuki Takei, prépublié du 17 mai 2018 au 23 novembre 2024 dans le magazine Shōnen Magazine Edge et plateforme Magazine Pocket de Kōdansha,. Il s'agit d'un nouvel arc de Shaman King publié à l'occasion du 20e anniversaire de la série,.

### Shaman King Gaiden: Red Crimson
Shaman King Red Crimson (SHAMAN KING 外伝 レッドクリムゾン, Shāman Kingu Reddo Kurimuzon) est un manga spin-off de Shaman King, prépublié du 16 juin 2018 au 17 janvier 2020 dans le Shōnen Magazine Edge. Supervisé par Hiroyuki Takei, le dessin est confié à un jeune mangaka, Jet Kusamura. L'histoire est centrée sur le personnage de Jun Tao, la grande-sœur de Ren.

### Shaman King: Marcos
Shaman King: Marcos (SHAMAN KING マルコス, Shāman Kingu Marukosu) est un manga spin-off de Jet Kusamura, prépublié du 17 avril 2020 au 17 juin 2022,. L'histoire est centrée sur les anciens membres des X-Laws, en particulier Marco Lasso et Hans Reiheit.

### Shaman King & a Garden
Shaman King & a Garden est un manga spin-off de Kyo Nuesawa et Jet Kusamura, prépublié entre décembre 2020 et mai 2022 dans le Nakayoshi.

### Shaman King Faust8
Shaman King Faust8: Eien no Eliza est un manga spin-off de Aya Tanaka adaptant le roman du même nom de Kakeru Kobashiri. Il est prépublié dans le Magazine Pocket (en) entre juillet 2021 et juin 2022,.